# Hochstetten-Dhaun
Hochstetten-Dhaun là một đô thị thuộc huyện Bad Kreuznach trong bang Rheinland-Pfalz, phía tây nước Đức. Đô thị Hochstetten-Dhaun có diện tích 12,61 km², dân số thời điểm ngày 31 tháng 12 năm 2006 là 1652 người.